# Megwomets
Megwomets és un cràter sobre la superfície del planeta nan Ceres, situat amb el sistema de coordenades planetocèntriques a 41.13 ° de latitud nord i 152.19 ° de longitud est. Fa un diàmetre de 78.7 km. El nom va ser fet oficial per la UAI el 16 de setembre del 2016 i fa referència a Megwomets. déu nan de les glans i l'abundància de plantes en la cultura dels yurok.